# Inoffizielle Ringer-Europameisterschaften 1909
Inoffizielle Ringer-Europameisterschaften gab es 1909 zwei. Im Februar fand in Malmö, Schweden ein Turnier statt. Im September gab es zudem in Dresden ein Turnier. Bei beiden Wettkämpfe wurde in jeweils vier Gewichtsklassen gerungen.

## Turnier in Malmö (Februar)

### Ergebnisse
| Klasse   | Gold                  | Silber            | Bronze           |
| -------- | --------------------- | ----------------- | ---------------- |
| ?        | Gustaf Malmström      | Alfred Pursiainen | Frederik Hansen  |
| ?        | Harald Christensen    | Antti Savolainen  | Lorens Rosman    |
| ?        | Frithiof Mårtensson   | Arnold Hansen     | Frank Axel       |
| +82,5 kg | Hans-Heinrich Egeberg | Alfred Lindblad   | Gustaf Malmqvist |

### Medaillenspiegel
| Rang | Land                    | Gold | Silber | Bronze |
| ---- | ----------------------- | ---- | ------ | ------ |
| 1    | Schweden                | 2    | 1      | 3      |
| 2    | Dänemark                | 2    | 1      | 1      |
| 3    | Großfürstentum Finnland | 0    | 2      | 0      |

## Turnier in Dresden (September)

### Ergebnisse
| Klasse   | Gold                  | Silber        | Bronze          |
| -------- | --------------------- | ------------- | --------------- |
| -62,5 kg | Ewald Hegewald        | Karel Halik   | Karl Wernicke   |
| -70 kg   | Theodor Schibilski    | Georg Helgert | Franz Schlammer |
| -80 kg   | Matthias Hartl        | Emil Kerstan  | Fritz Drässe    |
| +80 kg   | Hans-Heinrich Egeberg | Paul Wätzig   | Josef Lehner    |

### Medaillenspiegel
| Rang | Land            | Gold | Silber | Bronze |
| ---- | --------------- | ---- | ------ | ------ |
| 1    | Deutsches Reich | 3    | 3      | 4      |
| 2    | Dänemark        | 1    | 0      | 0      |
| 3    | Böhmen          | 0    | 1      | 0      |